# Анна Олімпія Мостовська
Анна Олімпія Мостовська (пол. Anna Olimpia Mostowska, біл. Ганна Мастоўская-Радзівіл, бл. 1762, Несвіж — 1833, Заславль) — польська письменниця, творила в жанрах готики та фентезі.

## Біографія
Ганна Барбара Олімпія Радзивілл народилась близько 1762 року в сім'ї литовського підкоморія, генерал-лейтенанта і маршалка Трибуналу великого князівства Литовського Станіслава Радзивілла (це наводить на думку, що місцем її народження був Несвіж, де був маєток батька майбутньої письменниці). Її мати, Кароліна, походила з роду Потіїв, з сім'ї троцького воєводи.
У 17 років Ганну Радзивілл віддали заміж за старшого за неї мінського старосту Августа Домініка Пшездецького, рід якого незадовго перед цим успадкував Заславль неподалік Мінська, де вони й розпочали жити. У шлюбі в них народився син Михайло. Проте за чотири роки чоловік помер, і Ганна близько 1787 року уклала другий шлюб з каштеляном Тадеушем Мостовським, майбутнім політичним діячем Чотирирічного сейму і повстання Костюшка, та міністром внутрішніх справ Варшавського герцогства. Саме Тадеуш Мостовський і зацікавив її літературною діяльністю. Сам він з поетом Юліаном Урсином Нємцевичем у 1790 році видавав газету під назвою «Gazeta Narodowa i Obca» («Газета народна і закордонна»). Після перемоги Тарговицької конфедерації у 1792 році газету закрили, а Тадеуш із дружиною поїхав у еміграцію (Дрезден, Швейцарія, Франція). Після повернення з еміграції за розпорядженням російських владних структур чоловіка Анни Олімпії заарештували буцімто за підтримку французьких революціонерів. Після наполягань дружини та родичів Тадеуша Мостовського звільнили з ув'язнення, проте він був вимушений подати особисту декларацію про вірнопідданість російському царю. Проте це не завадило Мостовському взяти участь у повстанні 1794 року на боці Тадеуша Костюшка, за що після поразки повстання його етапували до Петербурга та посадили в каземат. На особисте прохання дружини його звільнили з ув'язнення, Тадеуш Мостовський повернувся на батьківщину в 1802 році, після чого розлучився з дружиною.
Після розлучення Ганна Барбара перебралась на батьківщину першого чоловіка — у Заслав. Під впливом енергійної літературної діяльності Тадеуша Мостовського вона сама вирішила зайнятися літературною діяльністю. У 1806 році у Вільні виходить друком її перша книга польською мовою — «Мої забави» (пол. Moje rozrywki), куди увійшла низка творів, написаних у стилі готики та фентезі, зокрема «Не завжди так робиться, як мовиться», «Замок Конецпольських» «Матильда і Данило». Також вона написала видані у 1806—1807 роках у Вільні твори «Статуя і Саламандра», «Астольда, князівна з роду Палемона, першого литовського князя», «Страхіття у Замочку».
Померла Анна Олімпія Мостовська у кінці 1833 року в Заславі.

## Сім'я
- Перший чоловік — Август Домінік Пшездзецький (1760—1782), мінський староста;
- Другий чоловік — Тадеуш Мостовський (1766—1842), політичний діяч Чотирирічного сейму і повстання Костюшка, міністр внутрішніх справ Варшавського герцогства;
- Син — Міхал Пшездзецький.

Сім'я Ганни Радзивіл
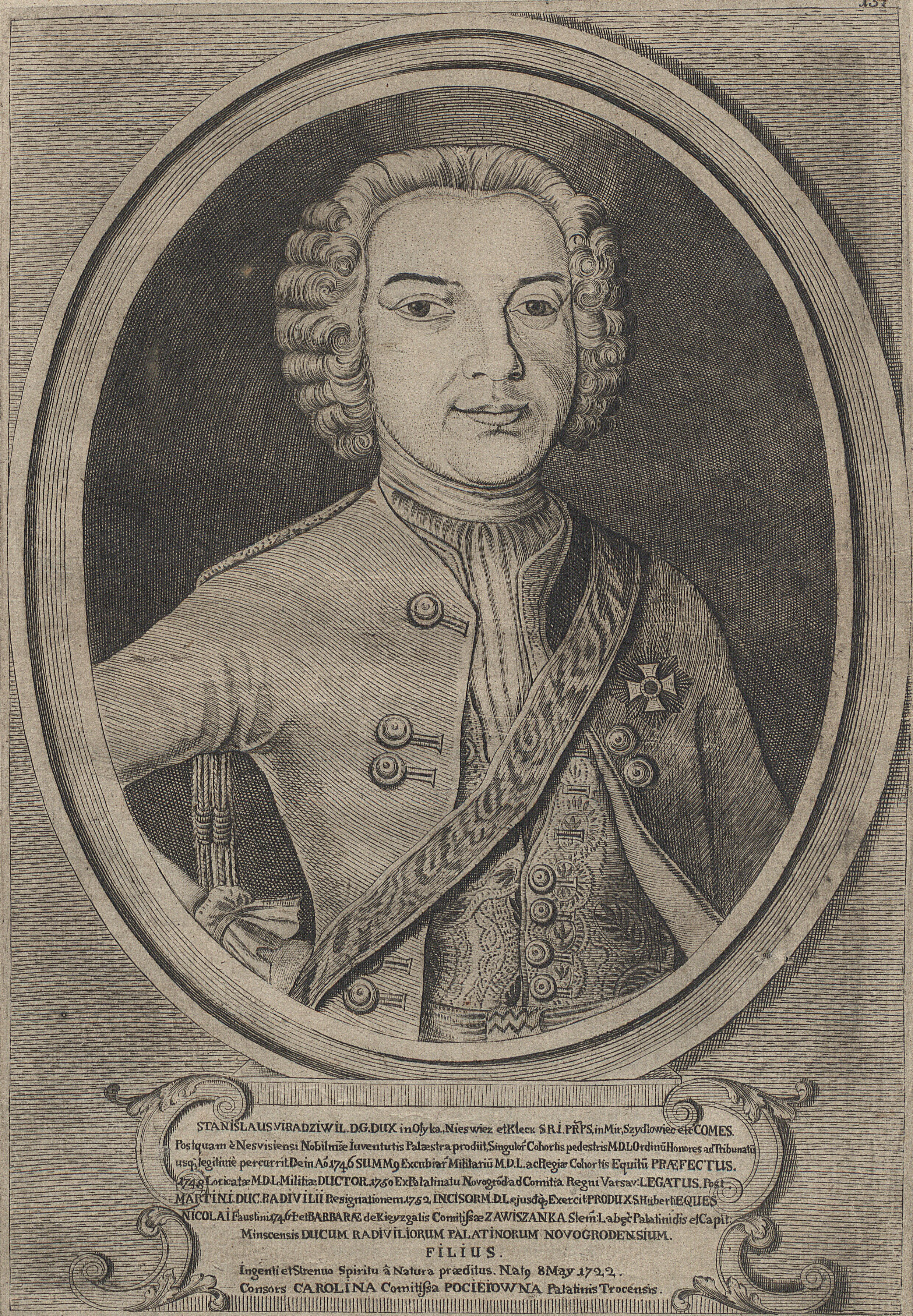
Станіслав Радзивілл — батько Ганни Радзивілл
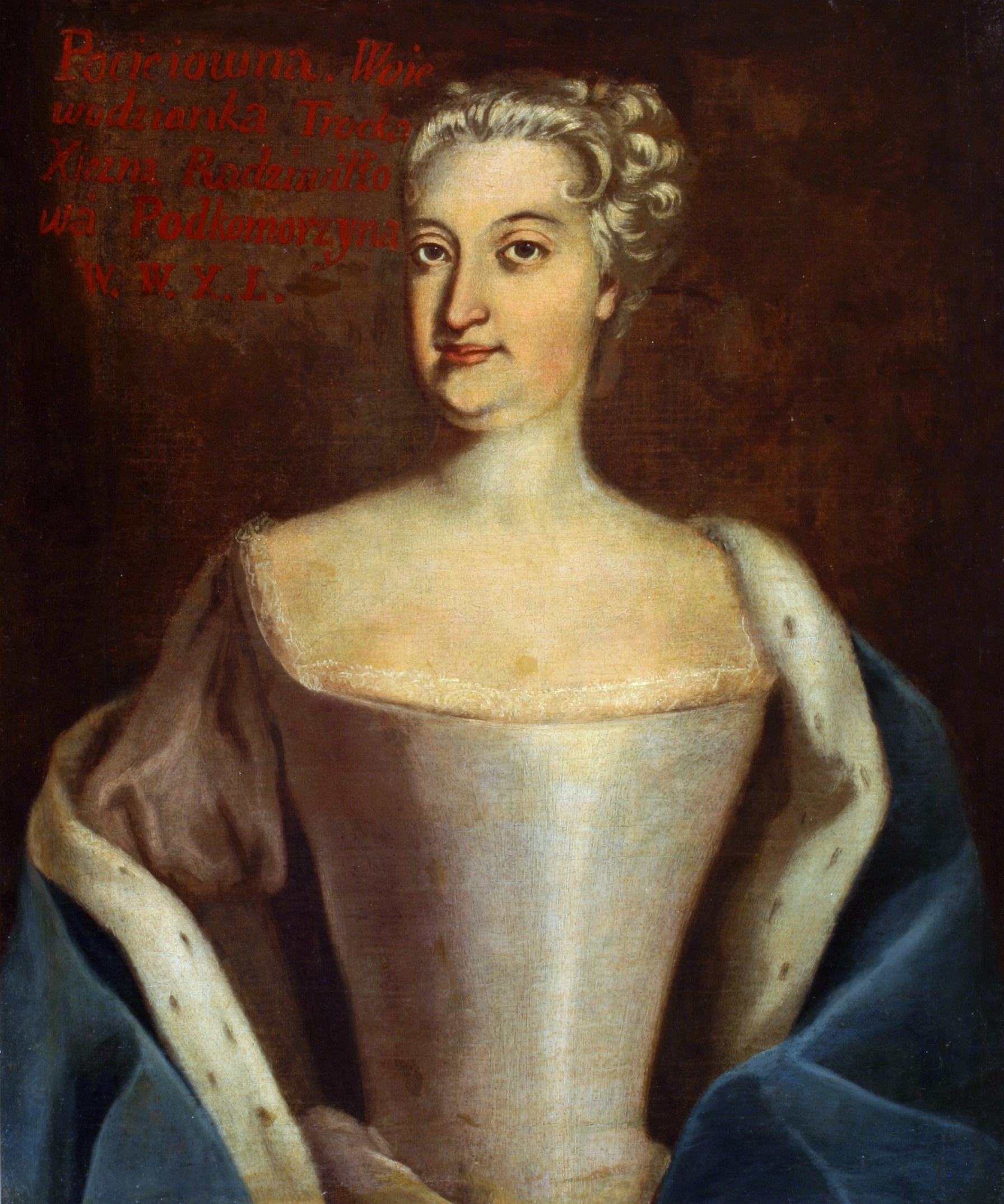
Кароліна Радзивілл (з Потіїв) — мати Ганни Радзивілл
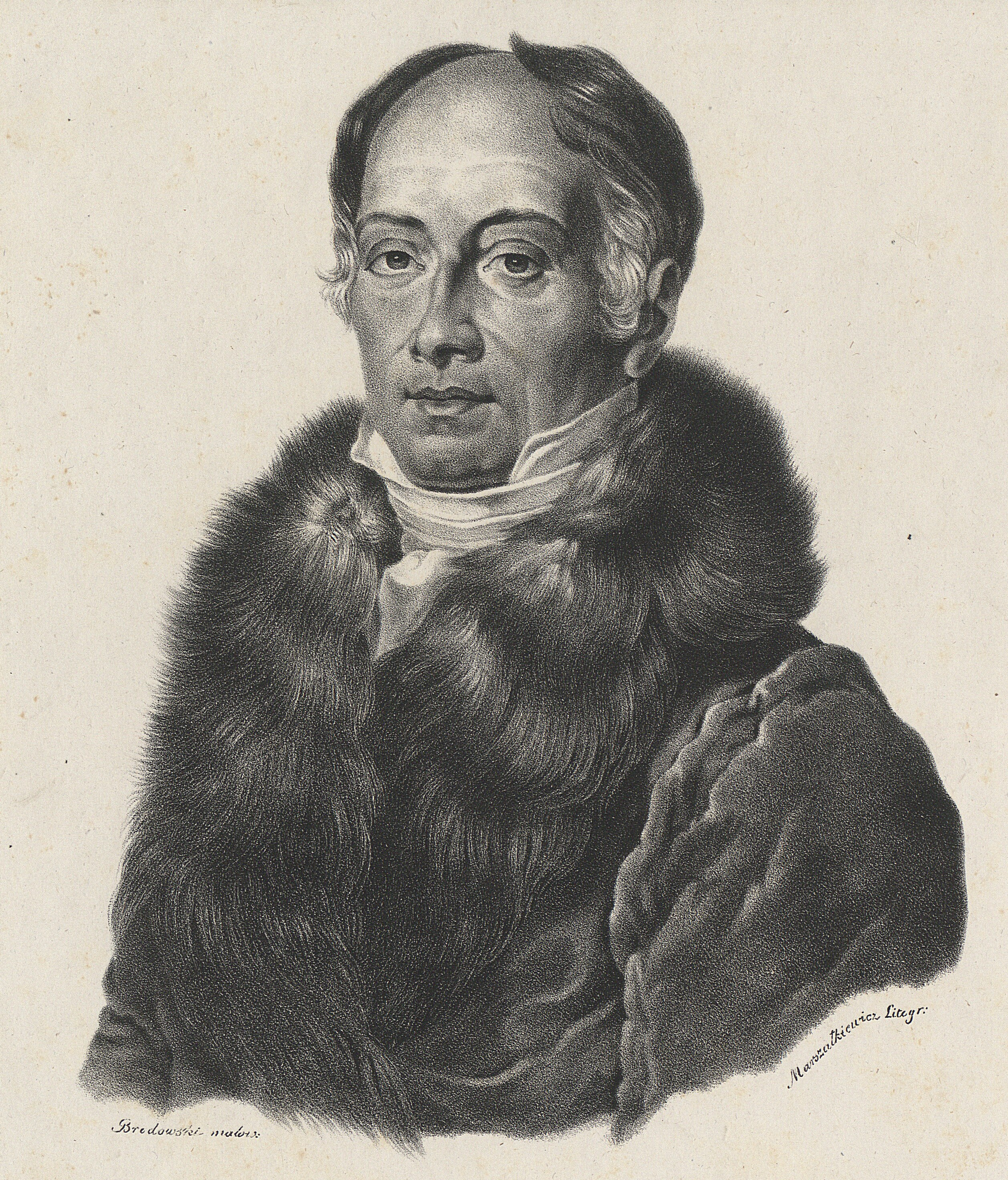
Тадеуш Мостовський — другий чоловік Ганни Радзивілл

### Білоруською мовою
- Бурдзялёва І. Традыцыі гатычнага рамана ў творчасці Г. Мастоўскай і Я. Баршчэўскага [Архівовано 7 лютого 2019 у Wayback Machine.] // Вестник МГЛУ. Сер. 1, Филология. — 2009. — № 2 (32). — С. 179—187. (біл.)
- Грушэцкі А. Зданні для бясстрашнай Ганны. Загадкавая дама-пісьменніца з роду Радзівілаў // Літаратура і мастацтва : газета. — Мінськ : СПБ, РВУ «Звязда», 10 березня 2017. — Вип. 4913. — № 10. — С. 10. Архівовано з джерела 30 квітня 2017. (біл.)
- Янушкевіч А. Ганна Мастоўская-Радзівіл // Дзеяслоў : журнал. — 2013. — № 12. (біл.)

### Польською мовою
- Mostowska, Anna Olimpia z Xiąząt Radziwiłłow. Astolda, xięzniczka z krwi Palemona, pierwszego xiązęcia litewskiego, czyli Nieszczęśliwe skutki namiętnosci. Powiesc oryginalna z historyi litewskiey / Anna Olimpia z Xiąząt Radziwiłłow Hrabinia Mostowska. — Wilno, 1807. — T. 1. — 225 s. (пол.)
- Mostowska, Anna Olimpia z Xiąząt Radziwiłłow. Matylda i Daniło / Anna Olimpia z Xiąząt Radziwiłłow Hrabinia Mostowska // Moie Rozrywki. — T. 1.— Wilno, 1806. — S. 5—54. (пол.)
- Barbara Czwórnóg — Jadczak: Anna Mostowska — polska twórczyni powieści grozy, OWD «Express Press», Lublin 2015 (пол.)

### Російською мовою
- Половцов А. А. Мостовская, граф. Анна // Большая биографическая энциклопедия. — 2009. (рос.)